# Mata, Gubbi
Mata là một làng thuộc tehsil Gubbi, huyện Tumkur, bang Karnataka, Ấn Độ.